# 布因 (智利)

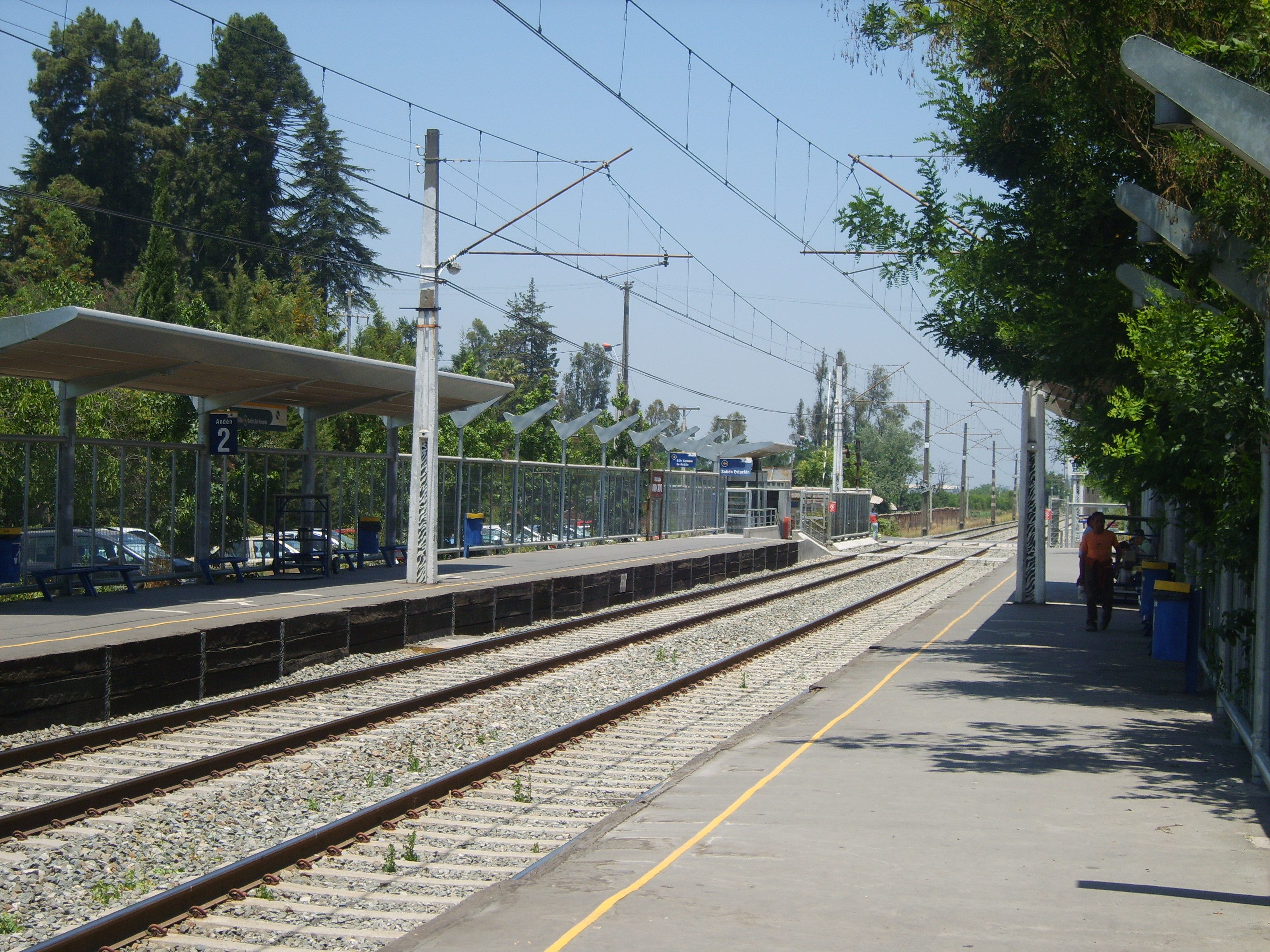

布因（西班牙語：Buin）是智利的城鎮，位於該國中部，由聖地亞哥首都大區的馬伊波省負責管轄，始建於1844年，面積214平方公里，海拔高度483米，2002年人口63,419，人口密度每平方公里296.4人。

## 外部連結
- （西班牙文） Official site of City of Buin （页面存档备份，存于）
- （西班牙文） Second site of Buin （页面存档备份，存于）